# Joshua W. Alexander

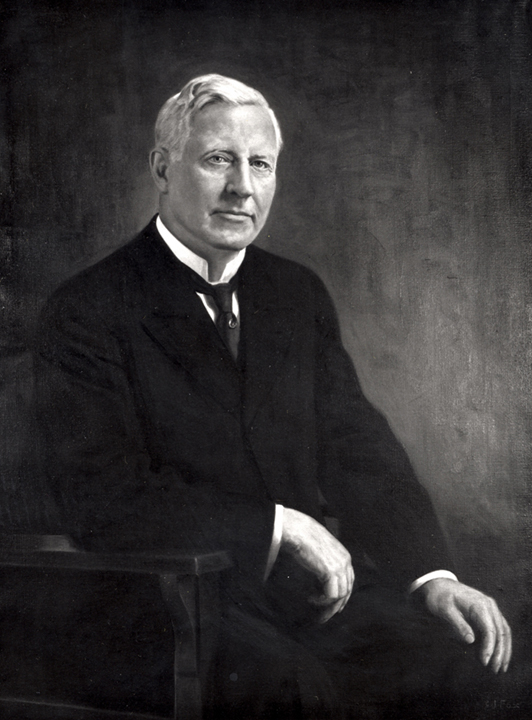
Joshua W. Alexander

Joshua Willis Alexander, född 22 januari 1852 i Cincinnati, Ohio, död 27 februari 1936 i Gallatin, Missouri, var en amerikansk demokratisk politiker. Han var ledamot av USA:s representanthus 1907-1919. Han tjänstgjorde sedan som USA:s handelsminister 1919-1921.
Alexander utexaminerades 1872 från Christian University (numera Culver-Stockton College). Han var ledamot av Missouri House of Representatives, underhuset i delstatens lagstiftande församling, 1883-1887, det sista året talman. Han var borgmästare i Gallatin 1891-1892. Han arbetade som domare 1901-1907.
Alexander besegrade sittande kongressledamoten Frank B. Klepper i kongressvalet 1906. Han omvaldes 1908, 1910, 1912, 1914, 1916 och 1918. Han efterträdde 1919 William C. Redfield som handelsminister och tjänstgjorde till slutet av Woodrow Wilsons andra mandatperiod som USA:s president.
Alexander var frimurare. Hans grav finns på Brown Cemetery i Gallatin.